# Puthukkad
Puthukkad é uma vila no distrito de Thrissur, no estado indiano de Kerala.

## Demografia
Segundo o censo de 2001, Puthukkad tinha uma população de 12 500 habitantes. Os indivíduos do sexo masculino constituem 48% da população e os do sexo feminino 52%. Puthukkad tem uma taxa de literacia de 84%, superior à média nacional de 59,5%: a literacia no sexo masculino é de 85% e no sexo feminino é de 83%. Em Puthukkad, 11% da população está abaixo dos 6 anos de idade.